# Болсом, Элисон
Элисон Луиза Болсом, леди Мендес (англ. Alison Louise Balsom, Lady Mendes, род. 7 октября 1978 года, Ройстон, Хартфордшир) — британский академический трубач, трижды лауреат премии Classical BRIT Awards . Офицер ордена Британской империи (OBE).

## Биография
Элисон Болсом родилась 7 октября 1978 года. Училась в родном городе, играла в местном духовом оркестре, потом окончила Hills Road Sixth Form College в Кембридже. Училась в Гилдхоллской школе музыки, Королевской Шотландской академии музыки и драмы, Парижской консерватории, брала уроки у Хокана Харденбергера.
Дебютировала в 2001, её первый диск вышел на лейбле EMI Classics в 2002 году, второй диск с сочинениями Баха для трубы — в 2005.
В 2009 году Болсом выступила на фестивале BBC Proms, исполнив концерт для трубы Гайдна и песню Гершвина «They Can’t Take That Away from Me» с меццо-сопрано Сарой Конноли. Гастролировала в Германии, Франции, Бельгии, Австрии, Швейцарии, США, Бразилии, Японии, Гонконге, выступала на музыкальных фестивалях в Германии и Польше.
Главный трубач Лондонского камерного оркестра.

## Личная жизнь
В 2017 году Элисон Болсом вышла замуж за режиссёра Сэма Мендеса, в том же году у пары родилась дочь. В 2020 году Мендес стал рыцарем-бакалавром, таким образом Элисон получила право именоваться леди Мендес.

## Репертуар
Пёрселл, Бах, Гайдн, Моцарт, Гуммель, Иоганн Баптист Георг Неруда, Вивальди, Марчелло, Альбинони, Торелли, Паганини, Чимароза, Дебюсси, Пьяццола, Калеви Ахо и др.

## Педагогическая деятельность
Приглашённый профессор в Гилдхоллской школе музыки и театра.

## Признание
- Премия Classical BRIT Awards молодому исполнителю классической музыки (2006)[4]
- Премия слушателей Classic FM Gramophone Award (2006)[источник?]
- Немецкая премия ECHO Klassik (2007)[источник?]
- Премия Classical BRIT Awards исполнительнице года (2009, 2011)[4]